# 宮窪手話
宮窪手話（みやくぼしゅわ）は、愛媛県今治市宮窪町宮窪地区（旧・越智郡宮窪町大字宮窪）で用いられている手話言語。日本のろう者コミュニティで広く使われる日本手話とは文法・語彙体系を異にしており、地域内で独自に発達した村落手話（地域共有手話）の一種に数えられる。

## 概要
宮窪地区は愛媛県今治市の大島北岸、瀬戸内海に面した町である。宮窪地区はさらに中村・向側・陸という3つの農業集落（在方）と浜という漁業集落（浜方）に分かれ、このうち手話話者が集中するのは漁業者の多い浜地区である。もともと先天性のろう者の多い地区であり、近隣住民や漁業・水産業従事者の相互コミュニケーション手段として、聴者・ろう者を問わず手話の使用が普及していた。2016年現在、宮窪地区の人口2,736人（国勢調査）のうち20人のろうの手話使用者がいる。話者の中核となるのはろう者の多い3家族であり、ろう者以外にも近隣住民や漁業者を含め50名程度の手話理解者がいると推測される。宮窪手話は少なくとも3世代にわたって積極的に使用されているが、いつどのように生み出されたかについては証拠がない。
宮窪手話は、2000年代初頭まではろう者・聴者の間で盛んに使用されていた。しかし、集落の高齢化、西瀬戸自動車道の開通に伴う島外への就職や日本手話話者との交流の増加、インターネットの普及による集落内の交流の減少などから、世界の他の村落手話の例にもれず、宮窪手話も消滅の危機にさらされている。1980年代以降に生まれたろう者は日本手話とのバイリンガルであり、それ以上の世代と意思疎通を図るときには宮窪手話を用いるが、彼らの間では日本手話だけを用いるか、2つの言語を組み合わせて話している。

## 語彙・文法
宮窪手話についての研究はあまり進んでいない。日本手話との方言以上の差異を示す例として、数詞・時間・一致動詞の表現などが挙げられる。

### 数詞
日本手話では6 - 10の数詞を全て片手の手型で示すが、宮窪手話では両手指や頬を使った表現がなされる。2桁以上の数詞では、例えば日本手話では「15」を表すために「10」と「5」の手型を順に示すのに対し、宮窪手話では重量や年齢、日付などに共通して、数字を一桁ずつ「1」→「5」の手型で示すデジタル型の表現を用いる。金額についてはこれと別に10の冪数（一・十・百…）の数詞が用いられ、紙幣のデザインを基にした手型を用いるものもある。例えば「1円」は武内宿祢の肖像にちなんであごひげをなでる手の動き、「1万円」は聖徳太子の肖像から口ひげの形を模した手の動きを用いて表示される。また日本手話では日本語と同様に10の冪数を後ろに置いて「1」→「万」の順で表すが、宮窪手話では「万」→「1」の順となる。宮窪手話のような金額に特化した数の表現は、メキシコのユカテク・マヤ手話やインドネシア手話のマカッサル方言などでも報告されている。

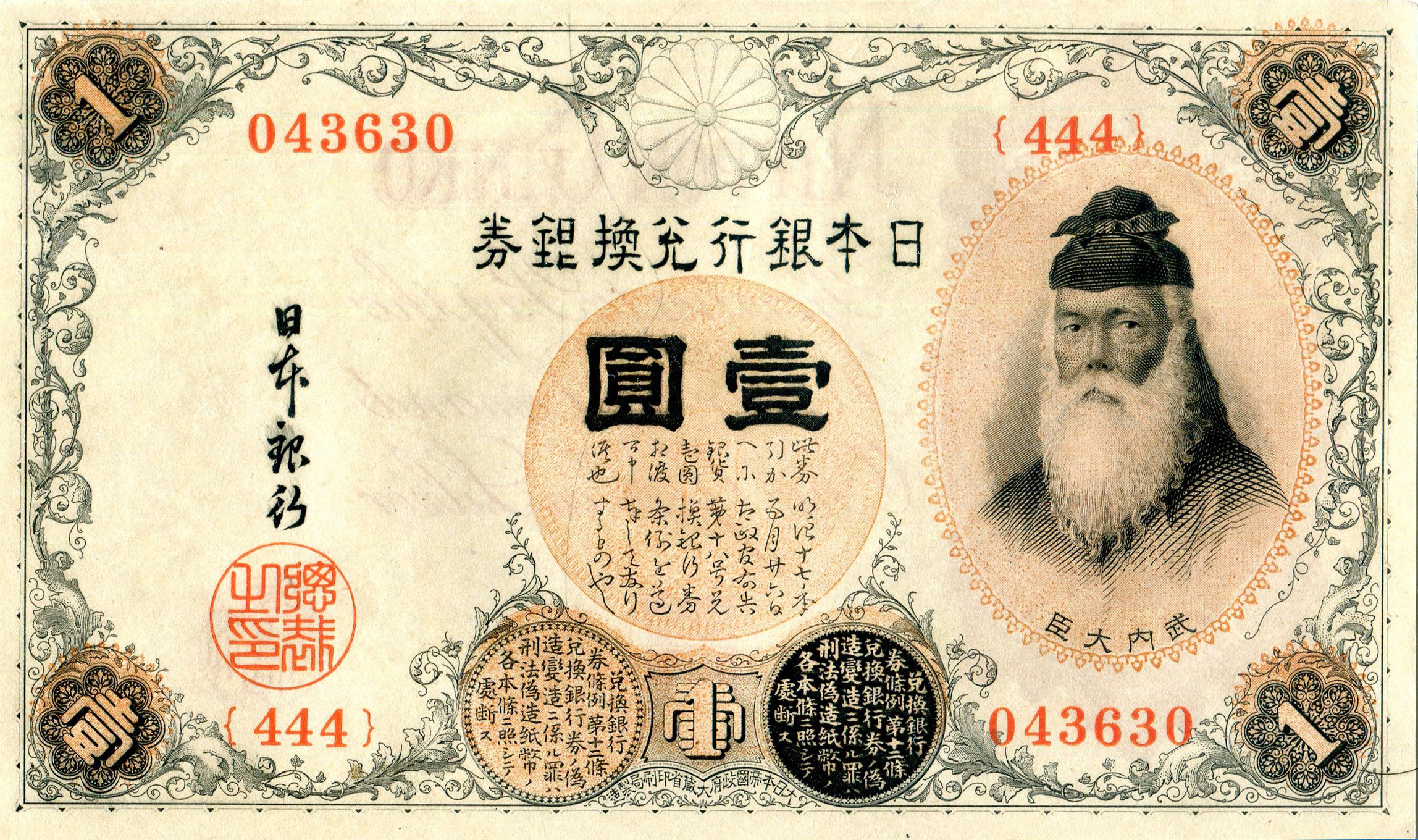
武内宿祢の描かれた改造一円券。1943年まで発行されていた。
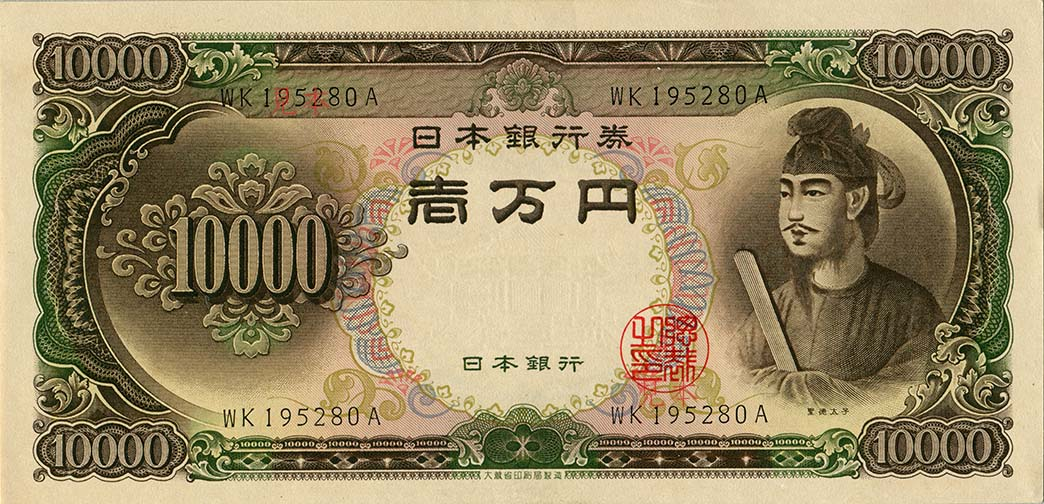
聖徳太子の描かれた1万円札。1958年 - 1984年発行。

### 時間
宮窪手話は、2種類のタイムライン（時間を表す空間的表現）を併用する独自の時間表現を有している。
音声言語を含め、時間は身体を基準とする位置関係によって空間的に示されることがある（'look back on the past'「過去を振り返る」など）。日本手話でも時間は話者の身体を基準として前後の軸で表現され、過去は話者の肩の後ろを指さし、未来は話者の前の空間に手指を動かすことで示される。宮窪手話にも話者の身体を基準としたタイムラインがあるが、ここでは過去を身体の右横、現在を身体の前で表す。未来を示す空間的表現はなく、例えば「…後」は腰に手を当てるなどの別の仕方で表す。過去と未来が必ずしも文法的に対称をなさないことは、例えば英語で未来時制のみが助動詞 will を用いて示されるのと似ている。
これに加えて、天体タイムラインと呼ばれる天体の動きと対応した時間表現がある。例えば一日の時間帯（朝・昼・夕）は、話者の身体の向きに関わらず東側を朝、西側を夕とする手の向きで表現される。天体タイムラインは、バリ島の村落手話カタ・コロック（ベンカラ手話）やブラジル・リオネグロ地方の音声言語ニェエンガトゥ語など、手話言語・音声言語に関わらず、太陽の動きが一定な赤道直下の地域の言語に典型的に観察されることが指摘されている。宮窪手話はその類型には当てはまらず、日照に言及することの多い野外活動者の間であればいかなる地域でも同様のタイムラインが生じうる可能性を示唆している。

### 一致動詞
手話言語において、主語と目的語が誰であるかに応じて手指の動きや移動方向が変わる動作表現（日本手話「AがBにあげる」など）を一致動詞という。宮窪手話の3人称描写においては、動作の方向に関わらず視覚的に目立つ人物を選択して描写を行ったり、終点に自分の身体を置くなどの表現が観察される。これは、宮窪手話では第三者どうしの主語・目的語を示す空間使用が確立していないことを示すものである。カタ・コロックにおいて項が頻繁に省略されたり、有生性や視覚的な目立ちやすさが語順よりも言語表現に影響を与えるという報告と類似する。

## 日本の少数手話言語
ろう者コミュニティがなくとも、身振りによるコミュニケーション（手話システム）は音声コミュニケーションの困難な、あるいは禁止された状況下で自然に発生するものである。ろう者のいる家庭内で使用される独自の手話システムはホームサイン（家庭手話）と呼ばれ、村落手話を経て共有手話へと発展してゆく初期段階と見なされる。全国的にろう者コミュニティの発達した今日では、日本手話が共通言語となっている一方、ホームサインはろうの未就学児や、島嶼部や僻地の高齢化した未就学ろう者の間に見ることがある。大杉豊らが奄美大島におけるホームサインの発展過程について、また木村勉・神田和幸らが佐渡島におけるホームサインの使用実態について、それぞれ明らかにしている。